# Jerzy Wojnecki
Jerzy Krzysztof Wojnecki (ur. 11 maja 1975 w Nowym Sączu, zm. 3 października 2009 w Płocku) – polski piłkarz grający na pozycji obrońcy.

## Życiorys
Był wychowankiem LZS Zawada Nowy Sącz. Karierę seniorką rozpoczął w Sandecji Nowy Sącz. Grał w niej na pozycji defensywnego pomocnika. Następnie przeszedł do Hutnika Kraków, gdzie rozegrał ponad 60 meczów w 1. lidze, strzelił dwie bramki w Pucharze UEFA drużynie Chazri Buzowna Baku w wygranym przez swoją drużynę meczu 9:0 na Suchych Stawach. Był to debiut Hutnika w Pucharze UEFA. Jerzy Wojnecki występował także w Legii Warszawa (22 mecze), Zagłębiu Lubin i przez 4 lata w Wiśle Płock. Zaliczył kilka występów w reprezentacji do lat 21.
3 października 2009 zginął w wypadku samochodowym. Został pochowany na Cmentarzu Komunalnym w Płocku.